# Abbaye Notre-Dame de la Trappe
L'abbaye Notre-Dame de la Trappe (appelée jusqu'au début du XXe siècle la Grande-Trappe) est un monastère en activité, situé à Soligny-la-Trappe (Orne, France). Né au XIe siècle dans l'éphémère congrégation de Savigny, il rejoint comme son abbaye mère l'ordre cistercien en 1147.
L'abbaye de la Trappe est confrontée, comme la plupart des établissements monastiques en général et cisterciens en particulier, à une baisse de la ferveur monastique aux XVIe et XVIIe siècles. Elle est refondée en 1660, suivant une lecture plus stricte de la règle. Cette réforme, accomplie par l'abbé Armand Jean Le Bouthillier de Rancé, est dite originellement « de l'étroite observance », puis « de la Stricte Observance », plus communément appelée « trappiste » en hommage à l'abbaye qui lui a donné naissance.
Fermée comme tous les autres établissements monastiques à la Révolution française, la Trappe voit partir en exil l'abbé Augustin de Lestrange avec quelques moines. Revenant en 1814, ils fondent l'ordre cistercien de « la Stricte Observance » à la Trappe, d'où il rayonne dans le monde entier.
En 1898, avec la restauration de Cîteaux, abbaye originelle de l'ordre cistercien, l'abbaye de la Trappe cesse d'être la tête de l'ordre auquel elle avait donné son nom.

## Toponymie et situation
L'abbaye de la Trappe est située sur le cours de l'Itonne, petit affluent de rive droite de l'Iton, au pied du versant occidental du petit plateau sur lequel s'étend la forêt domaniale du Perche et de la Trappe, sur la commune de Soligny-la-Trappe. Elle est bordée à l'est et au sud par les étangs qu'ont creusés les moines (d'amont en aval : étangs « Robin », « Dais », « de Chaumont » et « de Rancé »). Contrairement à l'orientation classique vers l'est des églises, elle est tournée vers le nord-est de presque soixante degrés.
Le nom de « Trappe » a reçu diverses explications étymologiques, qui peuvent se compléter. Selon une étymologie latine, le nom viendrait de Trapa natans, nom latin de la Mâcre nageante. Cependant, cette plante n'est pas présente dans le Perche. Une étymologie celtique rapproche ce terme de l'irlandais Treabh (« famille, clan », issu de la même racine indo-européenne que le latin tribus). Mais, elle suppose un établissement humain antérieur à celui des moines, ce qui n'est pas le cas : les cisterciens, et la Trappe n'y fait pas exception, aimaient coloniser des lieux déserts et, jusqu'à leur arrivée, inhabitables. L'étymologie germanique est donc la plus probable, Trappe étant alors à rapprocher de l'allemand Treppe (« escalier, degré ») qui a donné le sens commun en français de trappe (piège, embuscade). Ce serait donc soit à cause du relief (peu marqué), soit des pratiques de braconnage dans la forêt, que la Trappe a pris ce nom.

## Historique

### Fondation savignienne
Le 25 novembre 1120, la Blanche-Nef fait naufrage, emportant avec elle de nombreux nobles normands, dont Mathilde du Perche, fille illégitime d'Henri Ier d'Angleterre. En souvenir de ce naufrage, son mari, le comte Rotrou fait bâtir un oratoire à Soligny en 1122.
Quelques années plus tard, il souhaite qu'un monastère s'implante en ce lieu pour que des moines prient pour le repos de l'âme de sa femme. Les moines qui viennent construire l'abbaye sont issus de l'abbaye normande du Breuil-Benoît, dernière-née de la Congrégation de Savigny. Ils s'installent à côté de l'oratoire le 10 septembre 1140.
Une bulle d'Eugène III vient confirmer la charte de fondation de l'abbaye en juin 1147

### Intégration à l'ordre cistercien
Comme la totalité de la congrégation savignienne, elle rejoint en 1147 l'ordre cistercien.

### Au Moyen Âge
L'abbaye est prospère sous la tutelle anglo-normande : des premiers dons lui sont faits sous l'abbatiat d'Albolde, à Moulins-la-Marche, Mélicourt, Ballon en forêt de Breteuil. La période de plus grande richesse spirituelle et matérielle de l'abbaye est l'abbatiat d'Adam Gautier, troisième abbé. Sous son abbatiat est d'ailleurs terminée et consacrée l'église abbatiale, le 27 avril 1214. Comme l'immense majorité des abbatiales cisterciennes (du moins françaises), elle est consacrée à Notre-Dame.
L'abbaye de la Trappe, à en croire Leopold Janauschek, ne fonde pas d'abbaye-fille avant 1790. Ce dernier ne s'intéresse qu'aux abbayes masculines. Or l'abbaye fonde un établissement cistercien féminin, l'abbaye des Clairets, dans la commune de Mâle, le 3 octobre 1215.
Quand survient la guerre de Cent Ans, l'abbaye souffre de nombreuses destructions. Durant deux ans, sous l'abbatiat de Martin, donc vers 1360, les moines sont obligés de quitter leur monastère et de trouver refuge au château de Bonsmoulins. L'abbé suivant voit l'abbaye incendiée et détruite à l'exception de l'église et de la salle capitulaire. Les moines ne sont plus alors qu'une quinzaine. Une reconstruction intervient, mais l'abbaye est à nouveau pillée en 1434 et en 1469.
Liste des abbés religieux de la Trappe
- Albolde (1146 à 1173)[20]
- Gervais-Lambert (de 1173 à 1189)[21]
- Adam Gautier (de 1189 à 1236 ou 1243)[22]
- Jean Herbert (de 1236 ou 1243 à 1276)[23]
- Guillaume (de 1276 à 1279)[24]
- Robert (de 1279 à 1297)[25]
- Nicolas (1297 à 1310)[26]
- Richard (de 1310 à 1317)[27]
- Robert (de 1317 à 1346)[28]
- Michel (de 1346 à 1347)[16]
- Martin (de 1347 à 1376)[16]
- Richard (de 1376 à 1382)[17]
- Jean-Olivier Parisy (de 1382 au début du XIVe siècle[note 2])
- Guillaume (attesté vers 1403 et en 1413)[29]
- Jean (attesté en 1417)[18]
- Vacance probable jusqu'en 1458[18]
- Robert Lavolle (de 1458 à 1476)[19]
- Henri Hoart (de 1476 à 1520)[30]
- Robert Ravey (de 1520 au 4 avril 1527)[31]
- Julien des Noës (du 4 avril 1527 au lendemain)[note 3].

### Le déclin à la Renaissance et sous l'absolutisme
Le régime de la commende est imposé aux religieux contre leur volonté le 5 avril 1527 par le roi François Ier, en vertu du concordat de Bologne. Désormais, l'abbé n'est plus un religieux mais un personnage extérieur à l'abbaye, aux débuts un ecclésiastique, ensuite un noble n'ayant aucune activité religieuse. Les cisterciens de la Trappe tentent de revenir à l'élection d'un abbé régulier en 1548, en élisant eux-mêmes un abbé, révoqué dès le lendemain par le roi.
Le premier abbé commendataire, Jean du Bellay, dirigeait au moins six abbayes en même temps : celle de la Trappe, celle des Écharlis, celle de Pontigny, celle de Fontaine-Daniel, celle de Tiron et celle de Breteuil.
Liste des abbés commendataires de la Trappe jusqu'à Rancé
- Jean du Bellay (du 5 avril 1527 à 1538)[33]
- Martin Hennequin de Savières de Blines (de 1538 au 21 janvier 1548)[36]
- François Rousserie (du 21 janvier 1548 au lendemain)[note 4]
- Alexandre Goevrot (du 22 janvier 1548 à 1555)[37]
- Denis de Brédevent (de 1555 à 1573)[38]
- Jean Bartha (élu en 1573)[38]
- Michel de Seurre (jusqu'en 1582)[39]
- Jacques Le Fendeur (élu en 1582)[39]
- Denis Hurault de Vibraye (date inconnue)[39]
- Nicolas Bourgeois (jusqu'en 1635)[40]
- Antoine Séguier de Drancy (en 1635 et 1636)[40]
- Dominique Séguier d’Autry (neveu du précédent, de 1636 à 1641)[41]
- Victor Bouthillier de Chavigny (de 1641 à 1656)[42]
- François Le Bouthillier de Rancé (neveu du précédent, de 1656 à 1660)[42].

### La réforme de Rancé

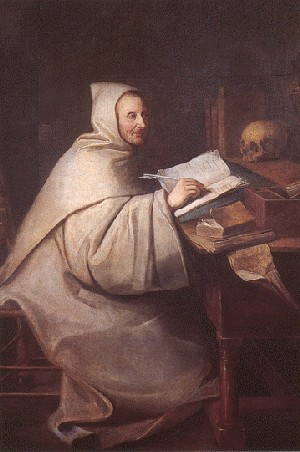
Armand Jean Le Bouthillier de Rancé.

Armand Jean Le Bouthillier de Rancé, abbé commendataire, reçoit en 1637 l'abbaye de son oncle, lequel l'avait lui-même reçue d'un parent. Il possède d'ailleurs la commende de plusieurs autres abbayes et prieurés. Une fois converti, il les distribue pour conserver seulement la Trappe. S'y rendant en 1660, il trouve à l'abbaye sept moines seulement, dont les activités n'ont plus de rapport avec la prière. Rancé leur laisse le choix soit de rester et de se réformer, soit de partir. Pour les remplacer, il fait venir six moines de l'abbaye de Perseigne et demande conseil à deux abbés ayant opté pour la réforme de l'« étroite observance » (engagée par l'abbaye de la Charmoye), ceux de Barbery et de Prières.
En 1664, Rancé devient abbé régulier de la Trappe après son noviciat à l'abbaye de Perseigne pour apprendre la vie religieuse . L'introduction de la réforme amène de nombreuses vocations à l'abbaye, aussi bien de religieux lassés du peu de piété de leur abbaye que de nouveaux convertis attirés par le retour aux valeurs initiales du monachisme.
Il s'oppose durant son abbatiat à Claude Vaussin puis à Jean Petit, abbés de Cîteaux, partisans des adoucissements de la règle, ce qui occasionne de nombreux voyages à Paris et à Rome. Il y rencontre de nombreux autres abbés, certains convaincus par sa réforme, d'autres opposés. L'abbé de Tamié est de ces derniers ; l'un de ses moines, François Cornuty, vient à la Trappe. Après quelques années, Rancé l'envoie prêcher la réforme à Foucarmont.
Les tenants de la commune observance obtiennent gain de cause auprès de Louis XIV. Ils arguent du fait avéré qu'aucune abbaye située dans les autres pays (particulièrement en Allemagne) ne suit l'étroite observance, et donc qu'une meilleure représentation de cette dernière au sein de l'ordre cistercien serait considérée comme l'exclusion de fait des abbés non français. Or, le roi tient à leur présence au sein du conseil cistercien, car il peut ainsi avoir barre sur ce dernier. Ces abbés sont de puissants personnages dans les pays d'Europe centrale, avec lesquels il est régulièrement en guerre ou du moins en conflit diplomatique,.
La Trappe demeure donc seule à pratiquer la réforme. L'abbé de Tamié, François-Nicolas de la Forest de Somont, initialement hostile à la réforme trappiste se rend à la Trappe. Bouleversé par ce qu'il y découvre, il se rend aux arguments de Rancé et implante la réforme dans son abbaye,. Par ailleurs, Louis XIV autorise l'abbaye, après la mort de Rancé (27 octobre 1700), à rester régulière, avec un abbé religieux, élu par les moines, non commendataire.
En 1705, la réforme a suffisamment permis l'afflux de vocations nouvelles pour que le nouvel abbé, Jacques de la Court, accepte la fondation d'une Trappe en Italie, dans l'abbaye San Bartolomeo di Buonsollazzo (de), cistercienne, en pleine décadence due à la commende. Dix-huit moines partent le 19 janvier de cette année : en cinquante ans, le monastère italien croît jusqu'à compter cinquante religieux.
Une cinquantaine d'années après, en 1767, le monastère est sollicité par le jeune Benoît-Joseph Labre, qui n'est pas admis comme frère en raison de son âge. Essuyant d'autres refus, il choisit la voie d'errance qui le rend célèbre. Entre 1714 et 1790, la Trappe accueille en tout trois cents professions, (majoritairement de frères convers).
Liste des abbés réguliers depuis la réforme jusqu'à la Révolution
- Armand Jean Le Bouthillier de Rancé (neveu du précédent, de 1660 à 1696)[42]
- Zozime Pierre Foisil (de janvier au 3 mars 1696)[53]
- François Armand Gervaise (du 29 mars 1696 à 1698)[54]
- Jacques de La Court (du 7 décembre 1698 à 1713)[55]
- Isidore-Maximilien d’Ennetières (de 1714 à 1727)[56]
- François Auguste Gouche (de 1727 à 1734)[57]
- Zozime Hurel (de 1735 à 1747)[57]
- Malachie Brun (de 1747 à 1766)[58]
- Théodore Chambon (de 1766 à 1783)[59]
- Pierre Olivier (de 1783 à 1790)[52]

C'est sous l'abbatiat de François Armand Gervaise que Dom Pierre Lenain sous-prieur, rédige de 1696 à 1697 son Essais sur l'histoire de l'ordre de Cîteaux en neuf volumes au format in-12.

### La période révolutionnaire et l'exil
La loi du 13 février 1790 interdit les vœux monastiques. Or, les novices continuent d'affluer à la Trappe, jusqu'à trois en une journée cette même année. Le maître des novices, Augustin de Lestrange, est confronté au choix soit de refuser toutes les nouvelles vocations pour se plier à la loi soit, contre l'avis de son supérieur, de fuir. Il opte pour la Suisse pour préserver l'esprit monastique. La loi du 4 décembre 1790, interdisant tous les ordres religieux, le décide à partir, avec l'approbation de l'abbé de Cîteaux. Le sénat de Fribourg ne l’autorise qu'à amener vingt-quatre frères (nombre ensuite réduit à vingt-et-un), qui s'établissent avec lui en avril 1791 dans la Chartreuse de La Valsainte, vide, depuis l'expulsion des Chartreux en 1778.
Cet établissement connaît de nombreux déboires, parmi lesquels une épidémie qui tue de nombreux moines en 1795. Elle est couronnée de succès, au point, d'une part, de fonder des abbayes-filles à Sainte-Suzanne en Espagne, près de Saragosse, à Westmalle, aux Pays-Bas, à Lulworth en Angleterre, et, d'autre part, que Lestrange doit aménager une autre refuge pour les sœurs trappistines. Ce dernier s'établit à Saint-Brancher, en Valais, dans l'actuelle Suisse. La règle des Trappistes est proposée aux femmes, Lestrange faisant le projet de l'adoucir là où elle est considérée comme trop dure. Les femmes l'acceptent toutes et ont même tendance à la durcir, ce qui l'incite à donner définitivement la même règle aux femmes qu'aux hommes. La Valsainte est érigée en abbaye par Pie VII le 30 septembre 1794.
Pendant ce temps, le monastère de la Trappe, devenu bien national, est mis en vente. L'église, le cloître, la salle capitulaire sont détruits. Tous les matériaux, pierres, bois des charpentes et tuiles, sont vendus aux habitants des environs. Les arbres de haute futaie, préservés par les moines des coupes régulières afin de servir de bois de charpente, sont également coupés. Plusieurs moines sont guillotinés, les autres sont soit incarcérés, parfois atrocement dans des bateaux à quais ou pontons, soit déportés en Guyane.
L'invasion et l'occupation complète de la Suisse par les troupes françaises, en 1797, oblige Lestrange à envisager un autre établissement pour la Trappe. Il choisit la Russie, comme pays le plus lointain possible de la France. Il évacue d'abord les femmes du Valais à Constance, puis les hommes. Leur chemin d'exil passe par l'Allemagne, par l'Autriche, par la Pologne, pour arriver jusqu'à Terespol alors russe. Les Trappistes s'installent à l'abbaye de Wistytschy (de) (en Biélorussie actuelle), fondée en 1675, dont l'abbé avait été tué par les Russes, et qui comptait alors seulement six religieux et deux novices.
En 1800, chassés par le tsar, les moines viennent en Allemagne, s'établissant dans l'ancien monastère cistercien de Kleinburlo ou « Darfeld », qui sert de base aux éphémères fondations aux États-Unis durant le premier Empire. D'autres reviennent à la Valsainte, dont Lestrange. Celui-ci doit fuir Napoléon en 1811, nouvel exil qui le mène en Allemagne, en Suède, en Angleterre et aux États-Unis.

### La refondation trappiste
En 1814, la Première Restauration signe le retour des trappistes. Ceux-ci se sont divisés. Certains suivent la règle instituée par Lestrange à la Valsainte : ils s'établissent à la Trappe, à Bellefontaine, à Aiguebelle et à Melleray. D'autres (ceux de Darfeld) ne reconnaissent que la règle de Rancé appliquée à la lettre : ils se retrouvent au Gard, au Port-du-Salut, à Oelenberg et à Westmalle. Les monastères féminins créés sont ceux de La Coudre, d'Oelenberg (mixte jusqu'à la création d'Altbronn), des Gardes et de Vaise.
À la Trappe même, à Soligny, à la suite d'un conflit entre Lestrange et l'évêque du lieu, la vie monastique est temporairement impossible. La communauté s'exile à Bellefontaine et se réinstalle à Soligny en 1827, à la mort de l'abbé.
Liste des abbés depuis 1814
- Augustin de Lestrange (de 1815 à 1827)
- Joseph-Pierre-Marie Hercelin (de 1827 à 1855)
- Timothée Gruyer (de 1855 à 1881)
- Étienne Salasc (de 1881 à 1892)
- Vacance entre 1892 et 1912
- Bernard-François-Louis Chevalier (de 1912 à 1924)
- Jean-Marie Clerc (de 1924 à 1940)
- Raymond Praneuf (de 1940 à 1944)
- Vacance entre 1944 et 1945
- Étienne Chenevière (de 1945 à 1949)
- Eugène Delamare (de 1949 à 1965)
- Gérard Guérout (de 1965 à 1975)
- Vacance entre 1975 et 1976
- Gérard Dubois (de 1976 à 2003)
- Guerric Reitz-Séjotte (de 2003 à 2019)
- Thomas Georgeon (supérieur depuis décembre 2019, élu père abbé en janvier 2021)